# Jan Maurycy Borski

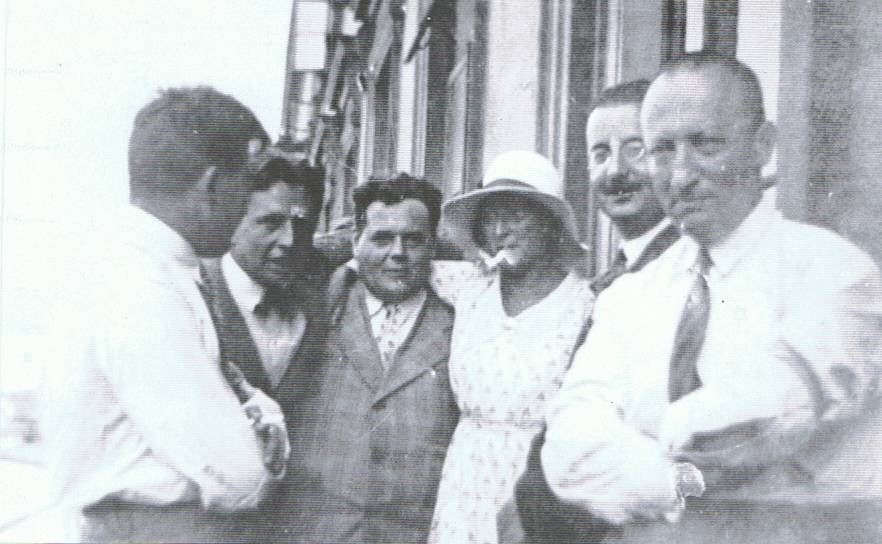
Zespół redakcyjny „Robotnika”. Od prawej: Jan Maurycy Borski, Mieczysław Niedziałkowski, Bolesława Kopelówna, Stojen-Stefanowski, Stanisław Dubois, Adam Obarski

Jan Maurycy Borski (właśc. Jan Maurycy Essigman, ur. 3 lutego 1889 w Warszawie, zm. 1940 w Palmirach) – polski publicysta i dziennikarz, socjalista.
Ukończył szkołę średnią w Warszawie, a następnie studiował filozofię i nauki społeczne na Uniwersytecie w Zurychu. Po powrocie do kraju przystąpił do PPS Opozycji. Przed 1 maja 1914 r. został na krótko aresztowany. W lipcu 1915 r. wcielono go do armii rosyjskiej, skąd zbiegł do Warszawy. Tu został aresztowany przez Niemców i więziony przez 32 miesiące w obozie jenieckim.
Zwolniony w kwietniu 1918 r. wrócił do Warszawy. W listopadzie 1918 r. rozpoczął współpracę z „Robotnikiem”. Od 1 marca 1919 r. do września 1939 r. był zastępcą redaktora naczelnego pisma „Robotnik” i redaktorem jego działu polityki zagranicznej. Publikował pod krypt. J.M.B, jmb, stąd nazywano go popularnie „Imbusiem”.
Redagował też coroczny „Kalendarz Robotniczy”. Na polecenie PPS przez pewien czas w 1921 r. redagował „Dziennik Robotniczy” w Łodzi.
Od 1933 do 1936 r. wchodził w skład Warszawskiego Okręgowego Komitetu Robotniczego PPS. Podczas okupacji związał się z grupą „Barykada Wolności”. Aresztowany 24 sierpnia 1940 r. wraz ze Stanisławem Dubois został zamordowany w Palmirach.

## Ważniejsze publikacje
- „Dyktatura proletariatu”, Warszawa1933;
- „Sprawa żydowska w socjalizmie”, Warszawa 1937;
- „Socjalizm a faszyzm”, Warszawa 1939.